# Trachyliopus fuscosignatipennis
Trachyliopus fuscosignatipennis är en skalbaggsart som beskrevs av Stefan von Breuning 1972. Trachyliopus fuscosignatipennis ingår i släktet Trachyliopus och familjen långhorningar.
Artens utbredningsområde är Madagaskar. Inga underarter finns listade i Catalogue of Life.